# Musion Eyeliner
Musion Eyeliner es un sistema propietario de proyección de vídeo de alta definición que permite que imágenes móviles aparezcan en una puesta en escena en vivo. El sistema fue creado y patentado por Uwe Mass.

## Producto
El sistema trabaja como una variación comercial moderna de una técnica de ilusión llamada Fantasma de Pepper. Una película delgada y metalizada es colocada a través del frente del escenario en un ángulo de 45 grados hacia la audiencia; empotrada debajo de la pantalla hay una imagen brillante suministrada por una pantalla LED o un proyector potente. Cuando son vistas desde la perspectiva de la audiencia, las imágenes reflejadas parecen estar en el escenario. 
Dado que el sistema usa una película delgada como su superficie reflejante, la pantalla es relativamente de bajo costo, de poco peso y puede cubrir un área larga sin costuras (ayudando a mantener la ilusión); sin embargo, esta ligereza puede hacer que la pantalla vibre por los efectos atmosféricos, como el viento en exteriores o sistemas de sonido potentes en interiores. 
El sistema tiene el propósito de crear la ilusión de imágenes móviles en 3D de tamaño natural y a todo color. Consiste en una imagen plana, bidimensional, que produce la ilusión de ser tridimensional y de estar suspendida en el espacio libre. No recrea estereoscopía, como lo hacen la mayoría de las pantallas 3D, ni es un holograma.
Aspectos de la tecnología son actualmente sujeto de una aplicación de patente de EUA.

## Aplicaciones
El sistema fue exhibido primero por Uwe Maass en una instalación en el Museo de Swarovski en Austria en 1995.[cita requerida]
Las aplicaciones de esta tecnología incluyen tele-conferencias, entretenimiento de medios mixtos y eventos educativos. Fue utilizado en la conferencia de Live Earth producida por Musion y por OMG Sounds Production, tal como en los conciertos siguientes de la banda Gorillaz, donde fue usado para permitir a los músicos de caricatura de la banda unirse a los verdaderos músicos en el escenario. Los Genki Rockets también utilizan esta tecnología para algunos de sus eventos "en vivo", debido a la cantante principal, Lumi, quien aparece en los videos musicales animados del grupo, siendo un personaje ficticio.
El tour de 2009 de Jeff Wayne's Musical Version of The War of the Worlds usó un sistema de Musion Eyeliner, el cual proyectó una imagen de la cara de Richard Burton en el papel de El Periodista.
Las proyecciones del Musion Eyeliner también han sido hechas para lanzamientos de productos como el carro Toyota Auris y un teléfono LG, en el cual la tecnología fue utilizada para dar una ilusión en el escenario para el mago David Blaine. En 2010, especialistas de la animación recrearon exitosamente dos actuaciones por gente que ha estado fallecida por algunos años. El primero fue Paul Arden – un antiguo director creativo de Saatchi and Saatchi que apareció para hablar en el festival de publicidad Cannes Lions; también utilizando técnicas digitales, recrearon a Frank Sinatra, quien interpretó "Pennies from Heaven" para el cumpleaños del juez de Pop Idol Simon Cowell.
En 2012, una versión del Musion Eyeliner fue usada para permitir a una versión virtual del rapero fallecido 2Pac aparecer en el Festival de Música y Artes de Coachella Valley con Dr. Dre y Snoop Dogg.
En 2013, el sistema fue utilizado para resucitar al comediante Les Dawson para un especial de televisión del Reino Unido.
En 2014, una versión ligeramente diferente fue utilizada para traer de vuelta a Michael Jackson en el 2014 Billboard Music Awards para interpretar su ahora completamente publicada canción, Slave to the Rhythm.
También en 2014, el Musion Eyeliner obtuvo un Record Guinnes Mundial cuando fue utilizado por Narendra Modi, político hindú, para dar un discurso en 128 lugares simultáneamente . En mayo de 2014, Modi se convirtió en primer ministro.